# Монеты Аксумского царства

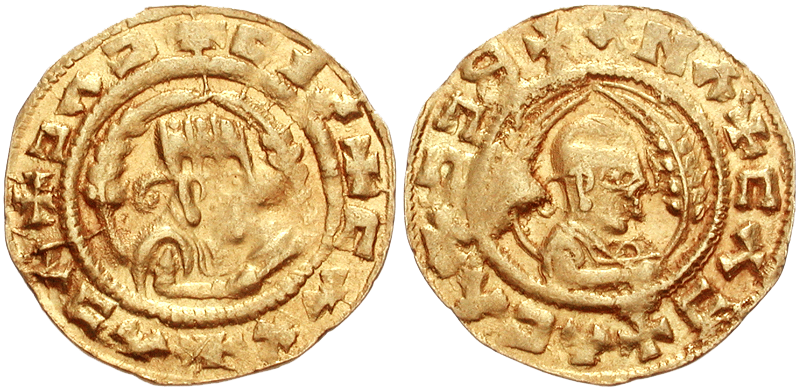
Золотая монета царя Эбаны V века

Монеты Аксумского царства — монеты, выпущенные и использовавшиеся на территории Аксумского царства (или Аксума), центр которого находился на территории современной Эритреи и региона Тыграй Эфиопии. Монеты чеканились и находились в обращении, начиная с правления царя Эндубиса около 270 г. н. э. и до начала его упадка в первой половине VII века. В последующий средневековый период монеты, чеканившиеся султанатом Могадишо, были самой распространенной валютой на Африканском Роге.
Валюта Аксума служила средством пропаганды, демонстрирующим благосостояние царства и продвигающим национальную религию (сначала многобожие, а затем древние восточное христианство). Также она способствовала торговле на Красном море, опираясь на которую она процветала. Эти монеты также оказались неоценимыми в обеспечении надежной хронологии периодов правления аксумских царей из-за отсутствия обширных археологических раcкопок в этом регионе.

## Происхождение

### Период до начала чеканки монет
Хотя чекан монет начался только примерно в 270 году, металлические монеты вполне могли использоваться в Аксуме за столетия до централизованного чекана. В Перипле Эритрейского моря упоминается, что Аксумское государство ввозило медь (греч. ορείχαλκος, орихалкос), «которую они используют для украшений и для чеканки монет», а также они ввозили «немного денег (динарионов) для [использования] иностранцами, которые там живут». Поэтому можно сделать вывод, что первые цари Аксума, расположенного в международных торговых водах Красного моря, признавали полезность стандартизированной валюты для облегчения как внутренней, так и международной торговли.

### Влияние
Хотя аксумские монеты самобытны по дизайну и созданию, неоспоримы некоторые внешние факторы, способствовавшие использованию монет. К тому времени, когда монеты были впервые отчеканены в Аксуме, на Красном море была широко распространена торговля с древними римлянами; нельзя также исключать влияние Кушанского царства или персидское влияние. древнеримские, химьяритские и кушанские монеты были найдены в крупных аксумских городах, однако было зафиксировано лишь очень небольшое их количество, а значит обращение иностранной валюты, по-видимому, было ограничено. Хотя королевства Южной Аравии также чеканили монеты, они уже вышли из употребления ко времени определенного участия аксумитов в жизни Южной Аравии при Гдрт, и лишь очень редко выпускали монеты из электрума или золота (серебряные монеты преимущественно в Сабее и Химьяре, а бронзовые в Хадрамауте), что делает влияние маловероятным. Однако основным стимулом было не подражание, а экономика: Красное море и его побережье всегда были зоной международной торговли, и монеты значительно способствовали бы торговле и благосостоянию в нынешней «мировой державе». Несмотря на эти влияния, дизайн монет был действительно самобытным, и иностранные влияния были относительно слабыми и их немного.

## Дохристианский период
Аксумская валюта была впервые отчеканена на более поздних этапах роста империи, когда ее золотой век уже начался. Чеканка монет началась около 270 года, начиная с правления Эндубиса.

## Источник сырья для монет

### Золото

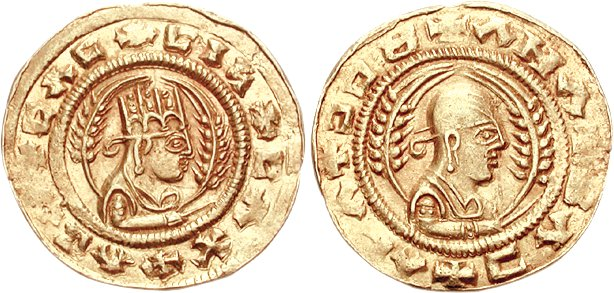
Золотая монета Эндубиса

Золото, похоже, поступало из ряда источников. Золото, вероятно, поступало из Сасу (южный Судан), а также из близлежащих эфиопских источников, хотя последние недостаточно хорошо документированы в отношении севера. Торговля золотом из южных районов Эфиопии, таких как средневековая провинция/царство Иннария, отмечается с VI века (то есть на основании трудов Козьмы Индикоплова) и продолжалась до времён Джеймса Брюса (XVIII век). Золото также поступало из более северных источников, таких как Годжам, земли беджа и территория нынешней Эритреи, хотя последние два менее достоверны. Тем не менее, недавно проведенные изыскания и разведка золота в Эритрее выявили наличие значительных запасов золота в Эмба-Дерхо, при этом месторождения также зафиксированы в Заре в центрально-западной Эритрее.

### Серебро и другие

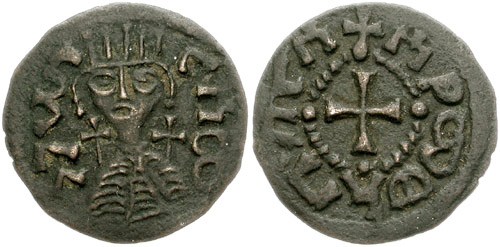
Базовый чекан с редким лицевым портретом.

В то время как местные источники золота были зафиксированы в аксумский период, серебро, как представляется, было более редким металлом в Аксуме. Никаких упоминаний о серебряных рудниках в регионе не существует до XV и XVI веков. Хотя серебро ввозилось, как свидетельствует «Перипл Эритрейского моря», учитывая преобладание серебряных монет, это не могло быть единственным источником серебра в Аксуме. Кроме того, значительное количество серебряных монет содержит инкрустации золотом (предположительно, для повышения стоимости), что было бы излишним, если бы серебро было настолько редким, что его приходилось бы в основном ввозить. Серебро, возможно, получали в результате аффинажа золота, которое иногда встречается в природе в сплаве с серебром, называемом электрум. Медь и бронза, по-видимому, не имелись локально в Аксумской империи, хотя они были отмечены как ввозимые в "Перипле Эритрейского моря".

## Стоимость
Хотя золотые монеты были, безусловно, самой ценной эмиссией, за которой следовала серебряная эмиссия, точная связь между тремя эмиссиями (золото, серебро и бронза) не известна. Как отмечал Козьма Индикоплов, поставки золота находились под строгим контролем аксумского государства, при этом другие драгоценные металлы, несомненно, также находились под строгим контролем, что позволяло аксумскому государству обеспечивать обращение своей валюты.
Качество аксумских монет также строго контролировалось, будучи как правило, высокой чистоты. Например, самая низкая чистота золота, зафиксированная до сих пор для периода правления Афиласа, составляет 90 процентов. Первые выпуски часто были очень близки к их теоретическим весам, а некоторые даже превышали их.) Однако вес монет имел тенденцию к уменьшению с течением времени (хотя не непрерывно и не равномерно). Это, возможно, отражало желание соответствовать денежной реформе Диоклетиана 301 года, когда ауреус был уменьшен с 1/60 фунта до 1/72. Несмотря на снижение веса, чистота золота в основном соблюдалась даже более поздними царями. Относительное изобилие аксумских монет, а также множества других, которые еще не найдены, указывает на то, что Аксум должен был иметь доступ к большим объёмам золота.

## Дизайн
Монеты часто содержали надписи на греческом языке, так как большая часть торговли велась с эллинизированным Востоком. В более поздних надписях более широко использовался геэз, язык аксумитов, что, возможно, указывает на сокращение его использования в более международной торговле (то есть с Римом и Индией). На аверсе монет всегда изображён царь (почти всегда в профиль) либо в короне, либо в шлеме/царской накидке на голову. На головном уборе имелось какое-то изображение, возможно, представляющее собой складки, лучи или солнечные лучи спереди, а также связанный конец ткани или узкую повязку, чтобы удерживать шлем или головной убор на месте. На большинстве монет также имелась надпись (обычно на греческом языке), означающая «Король Аксума» или "Король Аксумитов " (Basileus AXWMITW). Однако многие монеты также чеканились анонимно (или даже посмертно), особенно в V веке. Надписи на монетах могут включать в себя имя «биси» («человек из», Ge’ez: bə'əsyä ብእስየ) или эпитет (начинающийся с Əllä, Ge’ez: እለ «тот, кто») помимо личного имени царя. Имена «биси» чаще использовались в сочетании с личными именами на более ранних монетах, в то время как эпитеты были более распространены в более поздний период, будучи единственным написанным именем в ряде источников. Текст на греческом языке использовался в сочетании с надписями на языке геэз, но на золотых монетах использовался только греческий язык, за исключением монет с надписями на языке геэз Уазебы (Wazeba) и МХДИС (MHDYS). Со временем греческий язык на монетах (золотых, серебряных и бронзовых) ухудшился, что служит признаком упадка Аксума. Более того, начиная с MHDYS для бронзовых монет и Уазебы для серебряных монет, геэз постепенно заменил греческий язык на надписях.

### Девизы
На аксумских монетах использовалось множество девизов в течение всего периода чеканки, начиная с начала IV века. Примерно в это же время многочисленные анонимные бронзовые монеты с простой надписью Βασιλεύς (Basileus, «Царь») на лицевой стороне чеканились либо царём Эзаной, либо одним из его преемников. На обороте монеты был изображен первый пример аксумитского девиза: «Пусть это понравится людям» (греч . ΤΟΥΤΟΑΡΕΣΗΤΗΧΩΡΑ). Позже это же было написано на неогласованном геэзе как «ለሐዘበ ዘየደአ» LʾḤZB ZYDʾ, а при царе Калебе также «ለሀገረ ዘየደአ» LHGR ZYDʾ " ,"пусть это понравится городу [стране]". Подобные девизы использовались другими царями. На монетах императора начала VII века Армаха была надпись на реверсе «ፈሰሐ ለየከነ ለአዘሐበ» FSH LYKN L'ḤZB (вокализация: ፍሥሓ ለይኲን ለአሕዛብ fiśśiḥā ла-ла-yikʷin’aḥzāb, «Пусть народ возрадуется», букв. «Радость да будет народам»).

### Эндубис

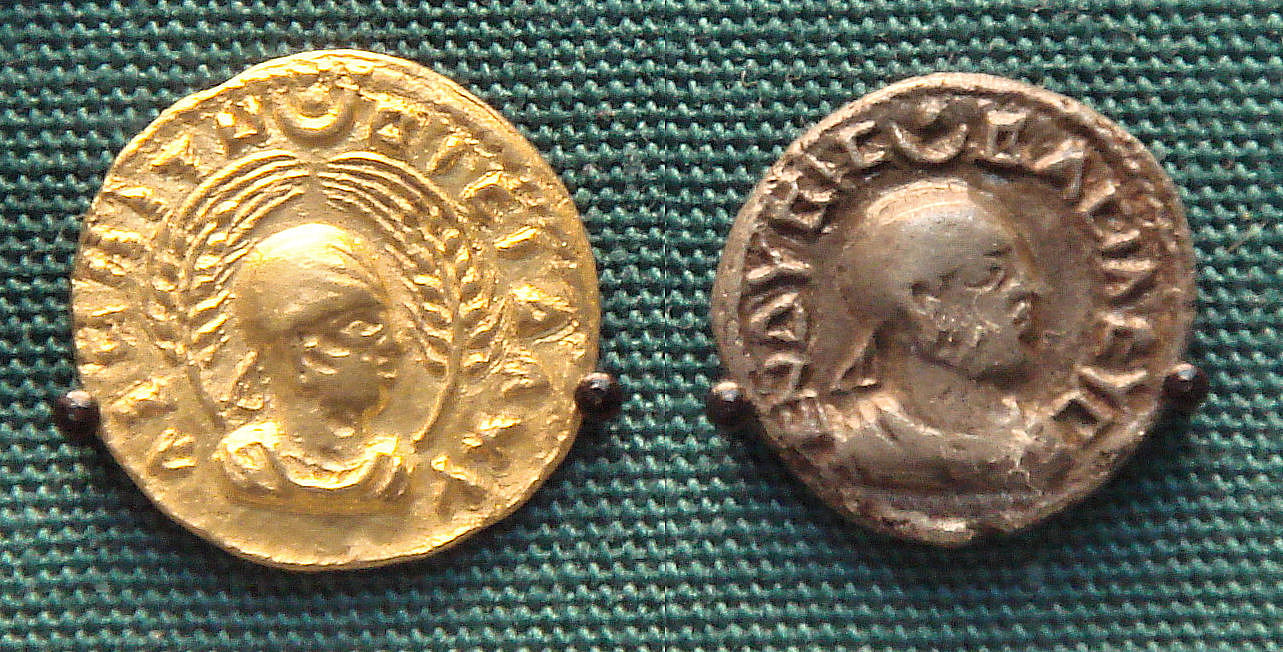
Монеты короля Эндубиса, 227—235 гг. (Британский музей). На левой написано по-гречески «BACIΛEYC AΧWMITW» («Император Аксума»). На правой надпись по-гречески: ΕΝΔΥΒΙϹ ΒΑCΙΛΕΥϹ («Царь Эндубис»)

Эндубис, первый известный аксумский царь, чеканящий монеты, почти полностью сфокусировался на своем изображении как на лицевой, так и на обратной сторонах. На изображениях представлена голова и верхняя часть груди царя в профиль в царской головной повязке или шлеме со множеством ювелирных украшений. Помимо указания своего царственного имени, Эндубис также указал свое «имя биси», эту практику подхватили его ранние преемники, но от неё часто отказывались на более поздних монетах. Имя биси было своего рода племенной принадлежностью или «этниконом» (то есть ссылкой на родословную царя), которая была разной у всех царей. Эндубис также подчеркивал свою религиозную принадлежность путём использования дохристианского символа диска и полумесяца в качестве пропаганды (одна из целей, которой уже служили монеты). Второй мотив, использованный Эндубисом и который продолжили последующие монеты, — это изображение двух (хотя иногда и одного в более поздние годы) колосьев ячменя или пшеницы вокруг изображения его головы в профиль. Хотя этому нет никаких подтверждающих надписей, учитывая его заметное положение вокруг изображения царя, два колоса ячменя (или пшеницы), возможно, представляли собой символы Аксумского государства. Хотя более поздние монеты были меньшего размера, Эндубис выбрал римский ауреус для стандартизации веса аксумских монет, при этом золотые монеты в половину ауреуса весили около 2,70 граммов (точнее, теоретический вес мог составлять 2,725 г).

### Афилас

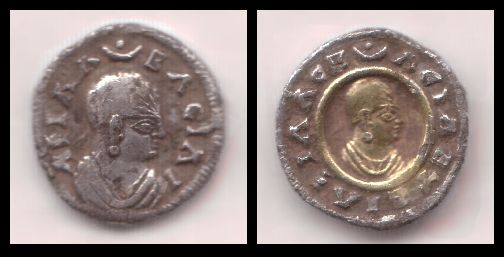
Серебряная монета Афиласа с инкрустацией золотом

В то время как на всех монетах Эндубиса изображен царь в головной повязке или шлеме, на монетах Афиласа изображен царь во впечатляющей высокой короне поверх головной повязки. Корона украшена колоннадами арок, поддерживающих высокие шипы, которые увенчаны большими дисками из неопознанного материала. Помимо короны и головной повязки на монетах Афиласа были представлены и другие изображения регалий, такие как копье, ветка с ягодами, изображение рук, добавление кисточек с бахромой к имперской мантии и другие ювелирные украшения, такие как амулеты и браслеты. Несмотря на это новшество, Афилас продолжал использовать свое изображение в царской головной повязке на некоторых монетах, иногда на реверсе, в то время как его коронованное изображение можно найти только на аверсе.
Одна из выпущенных им монет включала его изображение анфас на аверсе, эта практика прекратилась с окончанием его правления и была возобновлена только более поздними царями. От двух других особенностей чеканки монет Афиласа также отказались последующие правители. Одной из них было использование только надписи «Царь Афилас» в качестве реверса монеты, единственной чисто эпиграфической стороны, когда-либо использовавшейся на аксумитской монете. Другим было его использование одного колоса ячменя или пшеницы в качестве реверса, хотя использование двух колосьев, обрамляющих изображение царя, продолжалось.
Афилас ввёл ряд различных стандартов для всех трёх металлов, некоторые из которых продолжались вплоть до VII века, в то время как использование других закончилось с его правлением. От чеканки его новых золотых монет (выпущенных наряду со старыми) номиналом в четверть ауреуса и одну восьмую ауреуса вскоре отказались (каждая известна только в одном экземпляре), при этом были обнаружены монеты номиналом 1/16 ауреуса, хотя они, скорее всего, представляли собой намеренное уменьшение золотого содержания в монетах с целью повышения прибыли (однако аксумское золото было очень чистым). Однако серебряная монета Афиласа, выпущенная в половину веса прежней, стала новым аксумским стандартом для серебра вплоть до прекращения чеканки монет. Прежняя монета была предположительно более ценной, чем нужно, и новая монета решила эту проблему. При этом бронзовая монета Афиласа, напротив, была удвоена до 4,83 грамм. Редкость этой монеты может свидетельствовать о ее быстром выводе с рынка, что, предположительно, произошло и с четвертью ауреуса. Эти две монеты — единственные из монет Афиласа, на которых он изображён не в профиль, а анфас.

### Эзана

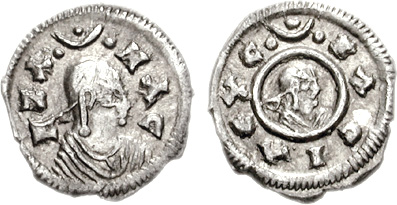
Серебряная монета Эзаны

Во время правления Эзаны произошли серьёзные изменения как в Аксумском царстве, так и в чеканке им монет в результате смены официальной религии на христианство. Аксум стал одним из первых государств в истории, сделавших это. В то время как монеты Эзаны в первой половине его правления почти идентичны монетам Афиласа, за исключением незначительного уменьшения веса, для монет второй половины его правления характерен революционный дизайн. С обращением Эзаны в христианство он начал на своих монетах изображать крест, при этом впервые в мире на монетах был представлен христианский крест. Некоторые из его золотых монет христианского периода имеют вес до реформы веса Константина I в 324 году, что указывает на смену религии до этой даты или, возможно, через несколько лет после неё, поскольку, возможно, аксумская чеканка монет изменила вес не сразу. Наряду с началом изображения креста на монетах Эзаны, конечно же, имел место и отказ от использования на монетах символа звезды и полумесяца. Более поздние монеты христианского периода отражают принятие Константином стандарта 4,54 г, при этом теоретические веса аксумских монет также были снижены до 1,70 г для золотых монет.
Также были найдены монеты Эзаны без каких-либо символов и аналогичные монеты его отца, Узанаса. Это может отражать смену религии в Аксуме, когда Фрументий оказывал влияние на отца Эзаны и собирал христиан в стране, придавая вес писаниям Руфина. Полное отсутствие символики может отражать неопределенность в отношении того, как лучше всего продемонстрировать смену религии Аксумского государства.

## Стандарты веса

### Золотые монеты
Золотая монета весила в среднем 2,5-2,8 граммов и была 15-21 мм в диаметре в начале выпуска, в 270—300 годах. Это делает её равной половине ауреуса, весившего 4,62-6,51 граммов во времена Проба. Выпуск Израиля (570—600) весил 1,5 граммов и был 17 мм диаметром. Древнеримский солид Маврикия Тиберия весил 4,36-4,47 граммов. Большинство этих монет были найдены не в Аксуме, а в Южной Аравии. Название их неизвестно, поэтому эта монета указывается как «AU Unit» (Золотой выпуск).

### Серебряная чеканка
Также, начиная с царя Эндубиса, вес этих монет был 2,11-2,5 грамм, составляя половину веса древнеримского антониниана весом 3,5-4,5 грамм. Денарий в начале III века был весом 2,5-3,00 грамма с содержанием серебра 52 процента или меньше, но аксумские монеты вначале были почти из чистого серебра, позднее с уменьшенным содержанием. Название их неизвестно, поэтому эта монета указывается как «AR Unit» (Серебряный выпуск).

### Базовая чеканка
Большинство бронзовых и серебряных монет было найдено в основном на территории Аксума, и очень немногие найдены в Иудее, Мероэ и Египте. Они базируются примерно на размере более старых древнеримских асса и сестерция по форме и толщине. Дизайн также развивался аналогично древнеримским монетам, вначале он был хорошим, но затем изображения стали архаичными и неузнаваемыми. Название их неизвестно, поэтому эта монета указывается как бронзовый выпуск Æ (диаметр в мм), например Æ17 для монеты диаметром 17 мм.

## Торговля
Во времена чеканки аксумских монет у этого государства уже имелась длительная история торговых отношений с Древней Грецией, Древним Римом, Персидской империей и Индией. То, что чеканка началась так поздно, на самом деле немного удивляет. Запоздание с чеканкой монет может быть связано с отсутствием развитой экономики, необходимой для принятия чеканки монет. Большинство аксумских монет было найдено в крупных торговых центрах, а в отдаленных деревнях их было очень мало, где торговля велась больше по бартеру, а не с использованием денег. Фактически, мотивацией первоначальной чеканки Аксумом монет служила внешняя торговля и внешние рынки, о чем свидетельствует использование греческого языка на большинстве монет. Более того, золотые монеты, по-видимому, предназначались главным образом для внешней торговли, в то время как медные и серебряные монеты, вероятно, в основном обращались в пределах Аксумской империи, поскольку на золотых монетах обычно было указано «царь аксумитов» как титул аксумского царя, тогда как на серебряных и медных монетах обычно была только надпись «царь». Международное использование аксумских монет, похоже, началось рано, так как монеты царя Эзаны и даже царя Афиласа (второго аксумского правителя, выпускавшего монеты) были найдены в Индии.

## Упадок
В течение VII века Аксумская держава начала слабеть, и эфиопское общество начало отступать дальше в высокогорные внутренние районы, при этом прибрежные области становились периферийными (тогда как Адулис на побережье когда-то был вторым городом Аксума). Монеты оставались в обращении, но оно ограничивалось более локальными районами, такими как Нубия, Южная Аравия и Африканский Рог.

## Археология
Из-за природы монет (например, указание имён царей) они оказались важными при построении хронологии правления аксумских царей. По оценкам, 98 процентов города Аксум остаются не раскопанными, а другие районы тем более. Благодаря анализу количества изготовленных монет и их стиля, археологи смогли составить приблизительную хронологию, в целом согласованную вплоть до конца VI и VII веков. Из 20 аксумских царей, подтвержденных их монетами, надписи подтверждают существование только двух, которые оказались самыми известными царями: Эзана и Калеб, оба из которых правили в периоды исключительного расцвета на пике Аксумского царства.
Многие монеты были найдены в северной Эфиопии и Эритрее, центральном регионе Аксума, хотя, как сообщается, аксумские монеты были найдены в Арато и Лалибеле. Многие монеты были также найдены в еще более отдалённых районах. Многочисленные клады монет (всегда золото, за исключением одной серебряной монеты) были обнаружены в Южной Аравии, гораздо больше, чем в самом Аксуме, что, возможно, свидетельствует о присутствии аксумитов в некоторых частях региона (возможно, подтверждая использование титулов, претендующих на контроль над районами Южной Аравии со времен ГДРТ). Клады могут быть остатками кладов, оставленных во времена Калеба (возможно, использовались для выплаты жалования солдатам), когда ею управлял аксумский губернатор. За пределами Африканского Рога и Аравийского полуострова монеты были обнаружены вплоть до Израиля, Мероэ, Египта и Индии. Серебряные и медные монеты в основном встречаются в Аксуме, хотя некоторые можно найти в палестинских паломнических центрах.
Помимо исторических свидетельств, использование на монетах языка геэз дает ценную лингвистическую информацию. Хотя он использовался редко, вокализация геэз, иногда используемая на аксумских монетах, позволяет лингвистам анализировать изменения и сдвиги гласных, которые не могут быть представлены в более древних семитских абхадах, таких как иврит, арабский язык, южноаравийское письмо и более ранний, невокализованный геэз.